# Flughafen Biratnagar

i7
i11
i13
Der Flughafen Biratnagar (Nepali विराटनगर विमानस्थल, IATA-Code: BIR, ICAO-Code: VNVT) ist ein nepalesischer Verkehrsflughafen unweit der Stadt Biratnagar im Distrikt Morang in der Kosi-Zone.
Er wurde am 6. Juli 1958 eröffnet und ist Ausgangspunkt für Flugverbindungen zu verschiedenen Hochgebirgsflugplätzen im Osten des Landes, z. B. auch nach Bhojpur, Lamidanda, Phaplu, Rumjatar, Taplejung und Tumlingtar, die als STOL-Flugplätze gelten. Dadurch verzeichnet Biratnagar ein hohes Aufkommen an inländischen Flugverbindungen. Wichtigstes Ziel ist mit Abstand Katmandu, dass durch Flüge fast aller in Biratnagar operierender Fluggesellschaften verbunden wird.
Angeflogen wird Biratnagar derzeit unter anderem von Buddha Air, Nepal Airlines und Yeti Airlines.
Er verfügt über eine 1524 Meter lange und 30 Meter breite Landebahn (09/27) und erlaubt auch nächtliche Starts und Landungen. Während bereits vor drei Jahren das Vorfeld um einige Parkpositionen erweitert wurde, bestehen umfangreichere Planungen zum Ausbau des Flughafens, da der Platz dem derzeitigen Verkehrsaufkommen kaum noch nicht gerecht wird.